# 南聯實業
南聯實業有限公司，簡稱南聯實業（英語：WINSOR INDUSTRIAL CORPORATION, LIMITED，港交所除牌當時為0098.HK），曾是香港交易所上市，主要業務為生產紡織產品。是在1970年代上市，其後香港紡織產業競爭日益加劇，於是2006年初，本公司以管理層方式，進行以每股5.5港元私有化，而在股東大會通過後，2006年12月21日撤銷上市。
創辦人為安子介、周文軒。
而最為矚目是1996年分拆南聯地產控股（萬科置業海外前身）上市，當時為永泰地產旗下公司，後來成為萬科旗下。

## 連結
- 每股$5.5　溢價 49% 南聯實業私有化